# Château de Noirieux
Le château de Noirieux est situé sur la commune Bierné-les-Villages en la commune déléguée de Saint-Laurent-des-Mortiers, dans le département de la Mayenne.
Le monument fait l’objet d’une inscription au titre des Monuments Historiques depuis le 11 avril 1990.

## Situation géographique

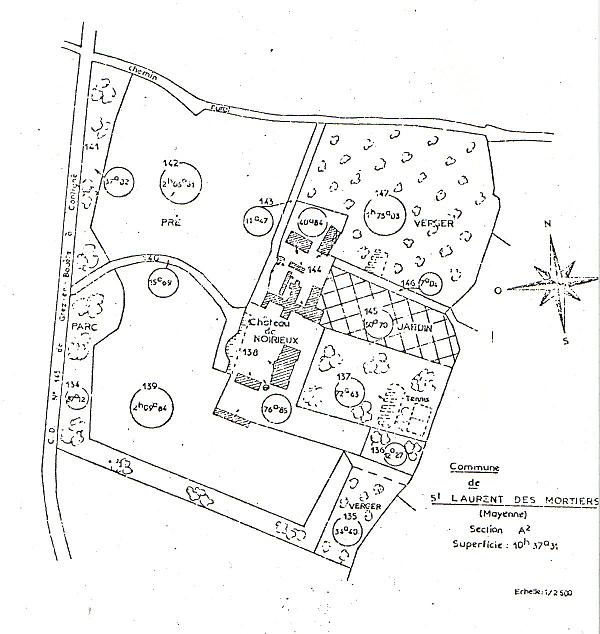
Plan du domaine (d'après le plan cadastral)

Le château de Noirieux est une demeure du Haut-Anjou. Il est situé dans le département de la Mayenne sur la commune de Saint-Laurent-des-Mortiers (canton de Bierné), non loin de la départementale no 145 reliant ces deux communes. Cette petite route borde le parc. Le site jouxte les départements du Maine-et-Loire (5 kilomètres) et de la Sarthe (15 kilomètres).
L’ensemble du domaine d’un total de 26 hectares se compose de deux ensembles :
- tout d’abord, la partie qui entoure le château, d’une superficie de 10 hectares 37 ares 31 centiares, comprenant, outre le château et ses dépendances, boulangerie (four banal), parc, chemins, verger, prés, etc. ;
- à cette première partie s’ajoutent 16 hectares situés hors de la propriété proprement dite mais qui la bordent, et qui ont été rachetés par les actuels propriétaires. Ces terres faisaient autrefois partie de la tenure de Noirieux et sont donc revenues à leurs origines. Elles ont été boisées, principalement de chênes.

La propriété est de forme sensiblement carrée, bordée au sud et à l’ouest par un fort rideau d’arbres. Elle est limitée au nord par un chemin communal et à l’est et à l’ouest par un fossé, reste d’une ancienne douve. Le château était, en effet, autrefois entouré d’une double enceinte de douves.

## Historique

### Les origines de Noirieux
« Noirieux » fut jadis parfois écrit « Noyrieux » ou « Noerieux ». On peut y deviner, sans certitude, la racine latine nucariosum de necarius : le noyer. Graphies savantes latines ou graphies phonétiques ne permettent pas de remonter au-delà du XIe siècle.
Tout près du château, sensiblement à l’emplacement de l’ancien chemin puis de la route conduisant de Saint-Laurent-des-Mortiers à Bierné, a été découverte la présence d’une ancienne voie romaine. Cette voie, d’après Géraud, historiographe d’Évron, conduisait à Angers, aboutissant au confluent de la Sarthe et de la Mayenne.
L’abbé Angot, dans son Dictionnaire historique, topographique et biographique de la Mayenne, fait de Noirieux un fief médiéval relevant d’Azé.
Léon Maître, dans son Dictionnaire topographique, le dit fief du marquisat de Château-Gontier s’étendant sur Bierné et Saint-Laurent.
La paroisse d’Azé, quant à elle, possédait un prieuré dépendant de Saint-Nicolas d’Angers et fondé vers 1118. Or, parmi ses derniers moines, on rencontre, témoin de quelques actes, un « Radulphus monachus » qui fut de « Nuchariis ». De Brossay, éditeur du Cartulaire, en fait un « Raoul de Noirieux en Saint-Laurent des Mortiers ».
On ne sait rien du vieux manoir féodal qui a pourtant, à l’évidence, existé puisque nous connaissons certains de ses propriétaires. Plusieurs familles en ont le titre. Un Guillaume de Marigné en porte le nom en 1494. De 1441 à 1444, Huet de Baïf est cité par l’abbé Angot (d’après les Archives nationales, p. 337 / 1) : « les féages de Noereux à Huet de Baïf ». Celui-ci serait le père d’Antoine de Baïf qui en aurait hérité mais l’aurait revendu dès 1446 à Guillaume de Cens, lequel le revendit à Jean Briand, seigneur de Brez.

### Les Briand
Les Briand appartiennent à une ancienne famille de chevalerie dont on trouve des représentants dès le XIIIe siècle. On connaît surtout Jacques Briand, sénéchal de Château-Gontier en 1390. Parmi ses enfants, Bertrande Briand de Brez épouse Guillaume Bourré, père du célèbre Jean Bourré, né à Château-Gontier en 1424, secrétaire du Roi Louis XI, trésorier de France, et seigneur du Plessis.
Jean Briand, épousa Jeanne Frézeau. Il est également Seigneur de la Grenonnière, fief en Bierné, proche de Noirieux. Il achète « Nouereux » en 1446, mais paraît résider à la Grenonnière qui comporte hébergement, domaine, motte, fossés doubles, douves, bois, etc. ». Pierre Briand, « Sieur de Brez, de la Grenonnière et de Noirieux » est mort avant 1467. C’est seulement en 1507 qu’a lieu le partage de Jean Briand et de Jeanne Frézeau. Celle-ci avait demandé en 1505 à être inhumée dans l’église de Bierné. Guyon Briand est époux de Jeanne, dame de Charnacé, à Contigné.
En 1491, François Binel fut maire d’Angers. Il en est fait mention comme Juge d’Anjou dans le procès-verbal de la coutume d’Anjou en 1508. Il était fils de Jean Binel, aussi Juge d’Anjou, et d’Yvonne de Pinée, dame de Noirieux, fille de Jean de Pinée et Guillemeine d’Alance.
En 1557, apparaît, d’après l’Abbé Angot (tome III, p. 613), une Renée Fournier, « Dame de Noirieux et de Lernière », engagiste de la terre et Seigneurie de Saint-Laurent. De 1566 à 1597, on trouve Pierre Briand, Sieur de Brez, la Grenonnière et Noirieux. En 1569, celui-ci sert sous le maréchal de Vieilleville et acquitte en 1573 une mine de froment due à l’aumônerie Saint-Julien de Château-Gontier.
De 1599 à 1628, Claude Briand possède toujours les trois seigneuries. C’est le fils ainé de Pierre. Il habite la Grenonnière où naissent six enfants de 1600 à 1607. René, son fils aîné, qui a huit frères et sœurs, vend par la suite Noirieux et la Grenonnière à Pierre Le Maistre, gentilhomme de la Chambre du Roi. Il meurt le 22 février 1639.

### Famille Le Maistre
Les Le Maistre, originaires de Paris, descendent d’un Pierre Le Maistre, notaire et secrétaire du Roi, greffier de la Chambre des comptes de Paris. Pierre Le Maistre achète vraisemblablement les fiefs de Noirieux et de la Grenonnière en 1630.
Claude Le Maistre (1639–1685), fils du précédent, est conseiller de Grande chambre au Parlement, commissaire aux Requêtes. Il est aussi Seigneur de Noirieux, la Grenonnière, Montsabert à Coutures et Boisbignon à Gennes. Sa veuve, Anne Serezin, rend aveu pour la Grenonnière en 1687.

### Famille Goislard
Anne Le Maistre, fille du précédent, rendit hommage pour Noirieux dès 1677. Cette seigneurie lui avait donc probablement été donnée en dot à l'occasion de son mariage en novembre 1676 avec Marc-Anne Goislard (mort le 8 novembre 1712), conseiller au Parlement de Paris. Elle hérite aussi de la seigneurie de Montsabert (paroisse de Coutures) et de Richebourg (au Thoureil), en Anjou. Leur fils est Anne-Charles Goislard de Montsabert, conseiller au Parlement de Paris, membre du Conseil des afffaires du dedans.
C’est le-fils de ce dernier, Anne-Louis de Goislard de Montsabert, comte de Richebourg, conseiller au Parlement de Paris, qui, en 1742, vendit Noirieux et La Grenonnière, aux destinées liées, pour 58 000 livres à Louis-Pierre Ernault de Montiron, qui de 1742 à 1747 fit construire le château actuel de Noirieux.

### Les Ernault
Les Ernault appartiennent à une vieille famille angevine. Le plus ancien membre connu est, en 1558, Guillaume, Sieur de la Daumerie. Louis-Pierre Ernault « Sieur de Montiron, écuyer et conseiller du Roi », est né en 1710. Il sera contrôleur ordinaire ou commissaire des guerres. Il parait vivre dans l’orbite de Colbert, ayant été, en effet, chargé de procuration par Jean-Baptiste Colbert, marquis de Torcy et de Sablé, pour ses propriétés de La Barre à Bierné et de la Guénaudière à Grez-en-Bouère. Il a épousé le 5 octobre 1741 Marguerite-Pauline d’Andigne, fille d’Antoine Poullain d’Andigne, Echevin d’Angers. Celle-ci mourut au château de Noirieux le 3 mars 1785.
Les Ernault achetèrent donc le 31 décembre 1742 la Seigneurie et le domaine de la Grenonnière à Bierné avec ceux, tous voisins, de Noirieux à Saint-Laurent-des-Mortiers pour 58 000 livres. Peu après cet achat, ils firent démolir le manoir de la Grenonnière et, avec les matériaux, firent construire tout près de là un château au goût du jour à Noirieux pour en faire leur demeure. Celle-ci sera terminée le 16 janvier 1747, comme en témoigne une ardoise découverte vers 1880 à Noirieux et revenue au château après son rachat par les actuels propriétaires chez un antiquaire, car les occupants, en 1977, avaient cru devoir la vendre.
La chapelle du château fut dédiée à Notre-Dame Refuge des Pêcheurs. Elle a elle-même son histoire. Elle fut bénie le 27 septembre 1747 par René Louis François Chaliaud, Seigneur de la Fautraize et curé de la paroisse d’Argenton, en vertu de la permission à lui donnée par Jean de Vaugirault, évêque d’Angers, en date du 18 septembre. Assistaient à cette bénédiction, entre autres, Maugard, curé de Bierné, Morin, curé de Châtelain, qui ont contresigné le procès-verbal qui figure aux registres paroissiaux de Saint-Laurent-des-Mortiers, ainsi qu’aux archives du Bignon.
Avant la Révolution, la procession des Rogations faisait toujours un arrêt à la chapelle de Noirieux et ne la quittait qu’après avoir entendu la messe. D’après les témoignages de personnes vivant à cette époque, la chapelle servit pendant une grande partie de la Terreur à célébrer la messe, lorsqu’en 1793 furent fermées les églises.

### Révolution française
Durant la période troublée de la Révolution française, Noirieux fut le théâtre d’événements historiques et sanglants, principalement liés à la résistance chouanne. Victor Hugo en fait mention dans son roman historique Quatrevingt-treize et parle explicitement de Noirieux et de l'abbé Baudoin : « de la Jupellière à Noirieux, où tu verras l'abbé Baudoin. »
Joseph Coquereau, né à Daon (à 10 kilomètres seulement de Noirieux), y fut baptisé le 15 mai 1768. Il était fils de Louis Coquereau, négociant en fil, et de Charlotte Marion, son épouse. Après un passage au régiment de Maine, stationné en Corse, dont il fut renvoyé, Coquereau se maria en 1791 avec une jeune fille de Marigné nommée Renard et s’y établit faisant commerce de fil comme son père. Sincèrement royaliste, il rêvait de rejoindre les Vendéens. Lorsque ceux-ci occupèrent Angers en juin 1791, il partit avec un certain nombre de jeunes gens pour les rejoindre.
À Château-Gontier, les Bleus, ainsi dénommés parce qu’ils portaient la casaque bleue à revers blancs et parements rouges de la Garde nationale, furent battus. Pourtant, lors de la campagne de Bretagne, Les Chouans, sous les ordres de Cadoudal, avec 6 000 hommes venus en renfort, échouèrent devant Granville et malgré leurs victoires à Dol et Pontorson sur Kléber et Marceau, leur retour fut, dit-on, un véritable calvaire. Au mois de décembre, malade et épuisé, Coquerau rentra à Marigné et résida, le plus souvent, dans les bois de Coudray d’où il attaquait les postes républicains voisins avec quelques hommes, dont les trois frères Logerais, sans doute Guiter et Étienne Pelletier, vacher du domaine de Noirieux. Il devint la terreur des patriotes et Gardes nationaux, attaquant aux cris de « Vive le Roi ! » et « Mort aux patauds ! ». Pelletier fut emprisonné le 12 ventôse an II (2 mars 1794), accusé d’avoir suivi les Vendéens. En juin 1794, la famille Coquereau fut arrêtée à Château-Gontier. Joseph-Juste menaça alors la municipalité de Saint-Laurent-des-Mortiers et la surprit lors d’une de ses réunions dans la salle de la cure. Huit de ses membres furent massacrés. Il harcela les troupes de Château-Gontier et les cantonnements voisins.
Dans la nuit du dimanche 11 au lundi 12 janvier 1795, Coquereau et trois cents de ses hommes cantonnèrent au château de Noirieux. Au matin, l’abbé Baudoin (celui que cite Victor Hugo dans Quatrevingt-treize) s’apprêtait (ou avait commencé) à dire la messe dans la chapelle, lorsqu’une femme, accourant de Miré en passant par la ferme (aujourd’hui malheureusement depuis peu disparue) appelée La Chouannière, située à la limite de la commune de Miré, annonça l’approche d’une troupe considérable : huit cents soldats venus d’Angers, auxquels s’était jointe la garnison de Château-Neuf. Les Chouans tinrent conseil. Ils tâcheront de s’enfuir en laissant derrière eux une arrière-garde de douze hommes pour permettre à l’abbé Baudoin de terminer le Saint-Sacrifice. Mais, à peine les premiers avaient-ils fait un quart de lieue, que les troupes républicaines arrivèrent. Les Chouans attardés les attaquèrent mais vainement.
Jacques Vignais de Saint-Laurent, René Hyvert dit Verdeau, Petit-Jean de Coudray, Biquet d’Argenton, Hoisnard dit Branche d'or, Pierre Logerais, dit Chasse-Bleu, René Logerais dit Petit-Chouan, Poirrier de Précigné dit Justice, Pichon dit l’Espérance (de la compagnie de Bonchamps), Marin-Pierre Gaullier dit Grand-Pierre de Morannes, Jarnigon de Daon, Nicolas Châtelain de Saint-Denis-d'Anjou, et René Châtelain, son frère, de Saint-Laurent, ont laissé leur nom attaché à cet épisode.
Mais la retraite devint déroute. L’abbé Baudoin s’était attardé près d’un blessé républicain et fut fait prisonnier et emmené à Angers. Il ne sortit de prison qu’après la pacification. L’abbé Angot et Léopold II de Quatrebarbes qui ont recueilli des témoignages sur place affirment que le combat eut lieu au moins en partie dans le château même « dont les murs conservèrent longtemps les traces de sang ». La marquise de Meaulnes, née Cécile de Quatrebarbes, récemment décédée, et petite-fille d’un des propriétaires de Noirieux au XIXe siècle, affirme avoir recueilli de son grand-père Léopold II de Quatrebarbes, la tradition selon laquelle certains prisonniers et blessés avaient été enfermés dans la forge se trouvant près de l’aile sud du château.
Une plaque, encore apposée dans la chapelle a immortalisé ces faits. Quelques victimes de ce triste combat furent inhumées à Noirieux. Deux soldats de Coquereau furent pris près de l’ancienne croix se trouvant sous la haie qui séparait, à cette époque, un petit pré de l’ancien chemin de Saint-Laurent-des-Mortiers à Bierné. Un calvaire existe encore à cet endroit. Coquereau ne s’avoua pas vaincu. Il tentera plus tard un coup de main sur Château-Gontier, mais finira par se faire tuer le 29 juin 1795, à l’âge de 27 ans, à Daon, se jetant avec quatre ou cinq hommes seulement sur un escadron de hussards.

### Les Quatrebarbes
C’est le baron Léopold I de Quatrebarbes (Lubeck, 25 aout 1797 – Angers, 26 juin 1851), payeur sous Charles X du château royal de Fontainebleau en 1830, qui racheta Noirieux en 1842. Il avait épousé en 1825 Marie-Zoé de La Tour D’Armaillé, née le 14 février 1803 et décédée à Angers le 12 février 1872, et dont la famille était alliée aux Cossé-Brissac. Ils eurent trois enfants : Léopold II, Raymond et Léopoldine, qui épousa Augustin de Brulon, qui eurent eux-mêmes deux enfants : Jeanne, morte jeune, et Roger qui épousa Mademoiselle de La Bastille.
C’est cette famille de Quatrebarbes qui va restaurer le château de Noirieux de 1747 et le remanier en partie pour lui donner son aspect actuel. L’un des membres de la famille de Quatrebarbes témoigne, à la fin du siècle dernier, que les fermiers de Noirieux s’y succédaient de père en fils depuis quatre cents ans, plus fidèles à la terre que les propriétaires.
L’un des premiers soucis du nouveau propriétaire fut de rénover la chapelle et de la rendre convenable pour la célébration des Saints Mystères. En effet, en 1842, seuls subsistaient l’autel, les deux gradins en bois de châtaignier et la pierre sacrée. Le devant d’autel brodé sur soie était très usé mais non déchiré.
Le 10 juin 1843, Léopold de Quatrebarbes recevait une réponse à la demande qu’il avait adressée à l’évêque du Mans, Jean-Baptiste Bouvier. Après visite du curé doyen de Saint-Denis-d’Anjou, le curé de Saint-Laurent-des-Mortiers était autorisé à faire la bénédiction de la chapelle et recevait, à cet effet, le titre nécessaire. Cette cérémonie eut lieu le 4 août 1849. Le procès-verbal extrait des délibérations de la Fabrique de la paroisse de Saint-Laurent des Mortiers en fait foi. L’office débuta à 9 heures du matin et fut suivi de la messe en présence de Léopold de Quatrebarbes père, premier du nom, et de Marie Zoé d’Armaillé, son épouse, et de leurs enfants. En suite de l’autorisation épiscopale, le prêtre bénit le tabernacle de forme gothique avec liseré doré, le crucifix en bois d’acajou, la statue de la Vierge et enfin l’ornement de drap d’or à emblème du Saint-Esprit avec les linges d’autel. C’est ce mobilier qui meuble encore aujourd’hui la chapelle de Noirieux.
Mais le nouveau seigneur de Noirieux sollicita une nouvelle faveur épiscopale. Par lettre du 7 juillet 1849, l’érection d’un chemin de croix était autorisée. Il fut béni le 3 décembre suivant, en présence du baron et de la baronne de Quatrebarbes, de leurs enfants, des gens, domestiques ou fermiers, de la maison. Un procès-verbal de la paroisse de Saint-Laurent-des-Mortiers en fait foi. À ces deux privilèges en était adjoint un autre, celui de la confession et de l’indulgence plénière chaque fois qu’un prêtre séculier y célébrait la messe pour un membre de la famille mort en grâce avec Dieu.
Le 11 octobre 1883, Jules-Denis Le Hardy du Marais, évêque de Laval, donna, à la requête du baron Léopold de Quatrebarbes, un « Titre de Concession », lequel permettait pour trois ans que « le Saint Sacrifice de la Messe soit célébré dans ladite chapelle les dimanches, fêtes, et autres jours de l’année (à l’exception des solennités de Noël, Pâques, la Pentecôte, la Fête-Dieu, l’Assomption, la Toussaint, la dédicace des églises et la fête patronale) par tout prêtre autorisé à célébrer dans notre Diocèse. Nous permettons, en outre, de conserver le T. S. Sacrement et d’entendre les confessions sous les conditions du droit ». Une mention fut ensuite ajoutée dans la marge du document : « En vertu d’un indult apostolique [de] novembre 1883, la permission ci-dessus est prolongée à perpétuité à partir du même jour. Le 23 novembre 1886. Le Vicaire Capitulaire, Bouvier ». Cet acte est toujours conservé dans la sacristie du château de Noirieux.
Léopold II de Quatrebarbes (4 octobre 1826 – 5 mars 1908) devint châtelain de Noirieux à la suite de son père. Il épousa le 6 octobre 1852 Marie de Fougères (1829–1913). Ils eurent trois enfants : Foulques Henri, troisième du nom (1854-1930), qui épousa le 4 octobre 1881 Cécile Daudier, dame de La Lande, dont le frère, Jules Daudier, fut zouave pontifical. Son second frère, Charles, laissa toute sa fortune à l’hôpital de Renazé. De ce mariage naquirent :
- Foulques, quatrième du nom en 1882 ;
- Henri en 1883 ;
- Élisabeth en 1885 ;
- François en 1886 ;
- Jean en 1887 ;
- Marguerite-Marie en 1896 ;
- Joseph en 1898 ;
- Cécile, marquise de Meaulnes, en 1899 ;
- Marie en 1901.
- Anne- Marie, née en 1860, non mariée, décédée en 1934 ;
- René (1870 – 1934), châtelain de Noirieux, qui épousa le 19 juin 1898 Catherine Henriette Marie des Hayes de Gassart, dont il eut un fils, Bernard, né le 10 mai 1899 et qui est mort sans postérité.

Le pape Pie IX devait accorder au baron Léopold II de Quatrebarbes et à son épouse un nouveau trait de bienveillance. À leur demande, le souverain pontife bénit à leur intention un ciboire destiné à la chapelle de Noirieux. Sur le pied, on lisait, dit Léopold de Quatrebarbes, cette inscription : « À la mémoire de mon ami Henry de La Chevannerie qui, puisant dans son cœur un moyen de rendre service à l’artillerie pontificale, avait, grâce à de nombreux collaborateurs, offert à Pie IX une batterie de campagne attelée et cent projectiles ». C’était Henry de La Chevannerie qui avait lui-même présenté ce ciboire à Pie IX pour le faire bénir et le rapporta à Léopold II de Quatrebarbes. Il a malheureusement été perdu.
Noirieux revint ensuite à Élisabeth de Quatrebarbes, fille de Foulques III, petite-fille de Léopold II. Celle-ci, née à Pontlevoy (Loir et Cher) le 2 janvier 1895 est décédée en 1964. Elle s’était mariée en août 1909 avec Léon Le Tourneur Du Val.

### Les Letourneurs du Val
Élisabeth de Quatrebarbes épouse Letourneurs du Val demeurant au Château de Grenusse à Argentré (Mayenne), vendit assez rapidement le château de Noirieux avec 41 hectares 35 ares 68 centiares de terre le 12 février 1937 aux Grenet., Léonce Grenet né le 26 juillet 1895, chimiste, décédé accidentellement à Juigné-Béné (Maine-et-Loire) le 3 décembre 1960, la seconde née Jeanne Rouland, née le 3 septembre 1900.

### Les Grenet
Les Grenet firent de gros travaux de gros œuvre, en particulier les toitures, mais ne touchèrent pas à l’intérieur de la maison. Durant la Seconde Guerre mondiale, Noirieux accueillit d'abord des réfugiés du nord et de l'est, puis fut occupé par l’armée allemande, ce qui lui ajouta quelques graffitis peu convenables écrits en écriture gothique sur les murs du deuxième étage. Puis une communauté de religieuses de Rennes trouva refuge à Noirieux et y installa son noviciat, ce qui entraîna un certain nombre de modifications intérieures de la maison en vue de construire des cellules et l’installation d’une impressionnante collection de porte-manteaux. Ces modifications étant de très mauvaise qualité, elles disparaissent au fur et à mesure des restaurations.
Jeanne Grenet céda une partie des terres agricoles le 6 juin 1972 à la Safer du Maine et vendit le château, ses dépendances, les parcelles restant des terres pour 10 hectares 37 ares 31 centiares le 22 octobre 1973 à la Société Civile d’Exploitation Agricole dite du Domaine de Noirieux, dont le gérant était Monsieur Jean-Claude Tête.

### Les Tête
Jean-Claude Tête et son épouse, née Chantal Sauvade, acquirent donc Noirieux le 22 octobre 1973. Ces personnes se lancèrent dans l’exploitation de chèvres et transformèrent Noirieux en gîte rural. Acculés, ils vendirent tout ce qui pouvait l’être dans la maison, dont la plaque rappelant la construction du château, puis coupèrent, après avoir vendu Noirieux, de nombreux chênes multi-centenaires.

### Les Potier Dejean de La Bâtie
François-Xavier Potier et Chantal Dejean de La Bâtie acquièrent la propriété le 14 avril 1978. Ils ont entrepris la restauration de cette demeure et de son environnement.